# Колон, Иосиф
Иосиф Колон (др.-евр. הרכ ר׳ יוסף קולון‬ = Morenou HaRav Yossef Kolon; аббревиатура מהרי״ק‬ = Maharik; род. ок. 1420 года в Шамбери, Франция; ум. в Павии, Италия, в 1480 году) — итальянский талмудист из французской семьи Тработ и раввинский авторитет (с 1469)
Его респонсы являются ценным источником для истории внутреннего быта, культуры и экономической жизни евреев Западной Европы во второй половине XV века.

## Биография

### Отец
Отец Иосифа, рабби Соломон (ר׳ שלמה טרנוט‬), происходил из родовитой французской семьи Тработ (Trabot — по имени местности Треву (Trévoux) в департаменте Эн), переселившейся в Италию в XV веке. Соломон был выдающимся талмудистом, и современники его часто обращались к нему за разъяснением трудных галахических и ритуальных вопросов. Соломон некоторое время общался с одним из ашкеназских раввинов, рабби Яковом га-Леви (Jacob ha-Levy), и перенял многое от него, что имело решающее значение для перенесения ашкеназской традиции в верхнюю Италию после рождения сына Иосифа

### Иосиф Колон
Учителями Иосифа были его отец и другой крупный талмудист, рабби Мордехай бен-Натан (w:ЕЭБЕ/Мордехай Натан, маэстро?).
Неизвестные нам обстоятельства вынуждали Иосифа вести скитальческую жизнь. В 1469 году Колон стал раввином в Пьове-ди-Сакко, в Венецианской области, а позже в Болонье и Мантуе. В Мантуе Колон основал иешибот, приобретший большую славу во второй половине XV века. Однако — вследствие борьбы, возникшей между Колоном и тамошним даяном, рабби Иеудой Месер-Леоном, автором еврейской грамматики «Libnat ha-Sapir», — Иосиф был изгнан из Мантуи по приказу мантуанского герцога, также как его противник, уехавший в Неаполь. Иосиф Колон занял пост раввина в Павии, где и умер в возрасте 60 лет. Большинство источников согласны с 1480 годом его смерти, за исключением одного, датируемого четырьмя годами позже. В некоторых источниках указано, что умер в Падуе.

## Труды
Написал комментарий к Пятикнижию, новеллы к Талмуду и кодексу р. Моисея из Куси (XIII век).
Главное значение имеют его респонсы (решения), изданные под заглавием "שו״ת מהרי״ק " его зятем рабби Гершоном (Gershon Treves) и его учеником рабби Хаиа Меир бен-Давид (Hiyya Meïr ben David) в Венеции, в 1519 году. Решения Колона стали руководящими нормами в гражданской и религиозной жизни не только евреев Италии, но и ашкеназских и сефардских евреев. Решения его основываются не на обычных приемах «пилпула», но на согласовании вавилонского и иерусалимского Талмудов, гаонов, Раши и Маймонида. В целом, однако, его решения носят обременительный, тяжкий характер. Обычаям Колон придавал мало значения, считая, что многие из них не имеют решительно никакого смысла. К таким обычаям Колон относил обычай носить отличные от христиан одежды. Но обычай, введённый авторитетными учёными, Колон ставил высоко.